# NGC 5253
NGC 5253 is een onregelmatig sterrenstelsel in het sterrenbeeld Centaur. Het hemelobject werd op 15 maart 1787 ontdekt door de Duits-Britse astronoom William Herschel.

## Synoniemen
- ESO 445-4
- MCG -5-32-60
- UGCA 369
- AM 1337-312
- IRAS 13370-3123
- PGC 48334